# Гримизна Вештица
Гримизна Вештица (енгл. Scarlet Witch) је измишљена суперхероина који се појављује у америчким стриповима издавача Марвел комикс. Лик су створили уметник Џек Кирби и писац Стен Ли, а први пут се појавила у стрипу The X-Men #4 у марту 1964. године. Пореклом је из Србије и право име јој је Ванда Максимов. Она и њен брат Квиксилвер су прво приказани као зликовци. У већини приказа, описана је као мутант, члан измишљене подврсте људи рођених са надљудским способностима. Гримизна вештица поседује способност да мења стварност на одређене начине и моћна је вештица. Касније је приказана као редован члан суперхеројског тима Осветници. Такође постаје супруга свог колеге из Осветника, Визије, са којим има два сина, Томаса и Вилијама.
Лик се појављује у две истоимене ограничене серије, анимираним филмовима, телевизијским серијама, аркадним и видео игрицама, итд. Гримизну вештицу у Марвеловом филмском универзуму глуми Елизабет Олсен, и то у филмовима Капетан Америка: Зимски војник (2014), Осветници: Ера Алтрона (2015), Капетан Америка: Грађански рат (2016), Осветници: Рат бескраја (2018), Осветници: Крај игре (2019), Доктор Стрејнџ у мултиверзуму лудила (2022), као и телевизијској серији ВандаВизија (2021). У филмовима, Ванда је убила Алтрона и једина је која је у окршају један на један успела да порази Таноса, што су неки од разлога зашто често бива сврстана међу троје најмоћнијих Осветника, а неретко се нађе и на самом првом месту.

## Појављивања у филмовима
У филму Капетан Америка: Зимски војник Ванда има камео улогу. Приказано је како су она и њен брат Квиксилвер добили моћи. На почетку филма Осветници: Ера Алтрона, Ванда је била на страни супротној Осветницима и успела је без већих проблема све да их порази контролом ума, па чак и Тора, који није човек него бог. Када је прочитала Алтронов ум и схватила шта хоће да уради, Ванда се прикључила Осветницима заједно са Квиксилвером. Када јој је Алтрон упуцао брата, осветољубива Ванда га је немилосрдно убила ишчупавши му срце, чиме је окончала рат против његових андроида. Због убијања Алтрона и свега што је показала у својим првим борбама, Ванда се од самог почетка сматрала за једног од најмоћнијих Осветника, а њена моћ је временом само расла.
У Грађанском рату Гримизна вештица је стала на страну Капетана Америке и сукобила се са многим Осветницима са супротне стране.  У окршају један на један, поразила је лидера противничке стране, Ајронмена, као и Црну удовицу и Црног Пантера без већих проблема. Успела је да надјача чак и Визију, који има уграђен Камен ума на свом челу. Ванда га је поразила тако што је успоставила контролу над каменом, да би се касније успоставило да она може да контролише свих 6 Камена бескраја, чак и ако нису у њеном поседству.
Када су се Осветници поново ујединили у Рату бескраја, Ванда је у љубавној вези са Визијом. Када Таносова деца дођу по Камен ума и озбиљно ране Визиују, Ванда успева да га одбрани док јој у помоћ не притекну Капетан Америка, Црна удовица и Фалкон, који јој помажу да их порази и отера са Земље. У коначној борби у Ваканди, Гримизна вештица је бранила Шури, сестру Црног пантера која је покушавала да извади Камен ума из Визије, али тако да остане жив и повремено је прискакала у помоћ у борби, када је то било неопходно. Ипак, Танос се појавио пре него што је Шури завршила и Ванда је морала да донесе тешку одлуку да уништи Камен ума у Визији и тиме га убије, како би спречили Таноса да дође до последњег Камена бескраја. Када су сви остали Осветници посустали у свом покушају да зауставе Таноса, Ванда је једном руком уништила Камен ума, док је другом успевала да задржи Таноса са 5 Камена бескраја. И поред тога, Танос користи камен времена да врати Визију и живот, само да би га поново убио ишчупавши му Камен ума из главе. Након тога, Танос пукне прстима и пола популације Универзума, у којој је и Ванда, нестаје.
У Крају игре, преживели Осветници путују кроз време и успевају да скупе 6 Камена бескраја пре Таноса и употребе их да пониште Таносово пуцкетање прстима и тиме врате Ванду и све остале страдале у живот. Жељна освете, Ванда се убрзо сукобљава са самим Таносом. Након што му разбије двоструки мач, Ванда му уништи оклоп и почиње да му чупа делове тела. У очају, Танос наређује ватрену кишу, којом уништава своју војску, само како би се спасао од Вандиног смртоносног напада. Овим, Ванда постаје једина која је у окршају један на један поразила Таноса, што нешто касније нису успели ни Капетанка Марвел, Тор и Капетан Америка заједно. На крају саге, Ајронмен долази до рукавице са 6 Камена бескраја, пукне прстима и тиме избрише Таноса и његову војску, али и жртвује свој живот. На његовој сахрани, Ванда говори Хокају, да и Тони (Ајронмен) и Наташа (Црна удовица) знају да њихове жртве нису узалудне и да су Осветници победили.